# Eline Bech
Ellen Kirstine (Eline) Bech, född den 16 september 1782 i Köpenhamn, död där den 4 mars 1857, var en dansk skådespelerska. 
Hon var dotter till Bernhard Henrik Bech.
Eline Bech var aktiv på kungliga teatern i Köpenhamn 1797-1805. Hon hade en kort men uppmärksammad och framgångsrik karriär där hon främst spelade hjältinneroller. Hon avslutade sitt yrkesliv då hon gifte sig med justitierådet Christian Falbe. 